# Gabi (voi)

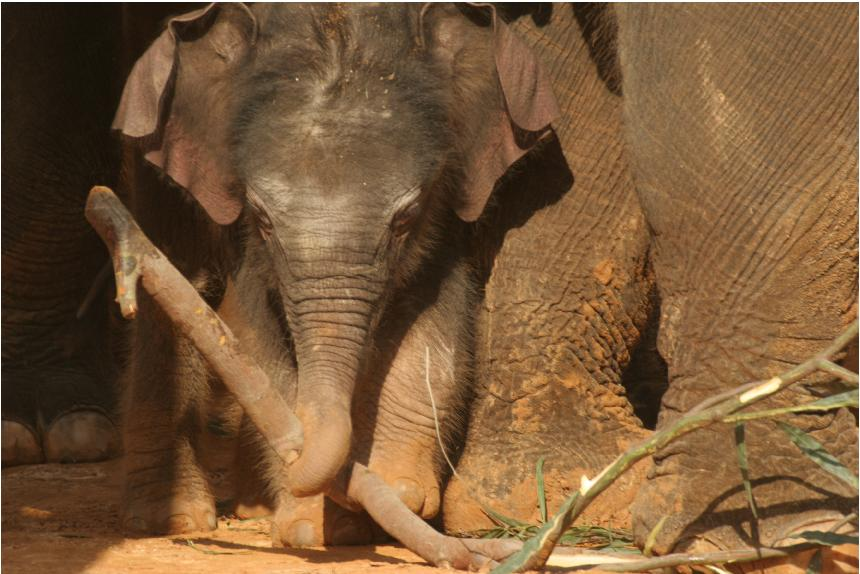
Voi Gabi, ảnh chụp năm 2006.

Gabi (sinh ngày 10 tháng 12 năm 2005), còn được gọi là Boon-Chooi, là con voi đầu tiên được thụ thai ở Israel thông qua phương pháp thụ tinh nhân tạo. Ca sinh kéo dài 6 giờ của nó được hơn 350.000 người từ 108 quốc gia xem trực tiếp trên trang web của Sở thú Kinh thánh Jerusalem, là tổ chức điều phối việc mang thai và sinh nở thông qua chương trình thụ tinh nhân tạo ở voi.

## Quá trình thụ thai và ca sinh Gabi
Chuồng voi châu Á tại vườn thú được xây dựng vào năm 1993 với sự giúp đỡ của Thị trưởng Jerusalem Teddy Kollek thông qua Quỹ Jerusalem của ông. Quỹ này đã đứng ra gây quỹ để đưa những con voi châu Á từ Thái Lan đến Jerusalem với chi phí khoảng 50.000 đô la mỗi con. Vườn thú đã mua được một con voi đực 5 tuổi vào tháng 9 năm 2001 từ Ramat Gan Safari. Vườn thú đặt tên cho con voi đực này là "Teddy" và một trong những con voi cái là "Tamar" để vinh danh thị trưởng và vợ ông. Tuy nhiên, những nỗ lực để giao phối Teddy với những con voi cái khác không thành công để chúng có thể sinh sản tự nhiên.
Sau nhiều năm nghiên cứu và đáp ứng yêu cầu của các tổ chức khác về vấn đề chấp thuận cho sở thú tham gia thử nghiệm, Tiến sĩ Gabi Eshkar, bác sĩ thú y trưởng của sở thú, đã khởi xướng dự án thụ tinh nhân tạo cho voi. Tamar đã được chọn tham gia dự án và chu kỳ sinh sản của nó đã được theo dõi chặt chẽ. Khi đúng thời điểm, tinh trùng được lấy từ Emmett, một con voi đực sống tại Công viên động vật hoang dã Whipsnade ở Bedfordshire, Anh, chứa trong đá khô và được đưa đến Israel bằng đường hàng không. Voi cái Tamar đã thụ thai sau sau bốn lần thử thụ thai trong khoảng thời gian hai năm.
Ở tuổi 20, Tamar được coi là trường hợp mang thai có độ nguy hiểm cao, vì voi thường bắt đầu thụ thai trong độ tuổi từ 12 đến 15, và đây là lần mang thai đầu tiên của Tamar. Trong suốt 21 tháng mang thai, hàng chục cuộc siêu âm đã được thực hiện để kiểm tra hệ thống sinh sản dài 1,5 mét (4 ft 11 in) của voi Tamar; một số kết quả siêu âm được công bố trên trang web của sở thú để thu hút sự quan tâm của công chúng. Các bác sĩ tại khoa sản phụ khoa của Trung tâm y tế Hadassah đã phân tích các mẫu máu để theo dõi thai kỳ và dự đoán khi nào Tamar bắt đầu chuyển dạ và dự đoán ngày hạ sinh.
Việc sinh nở Gabi đã được cho công bố trực tuyến trên trang web Sở thú và có hơn 350.000 người từ 108 quốc gia theo dõi. Các bác sĩ thú y đã tạm dừng webcast vào lúc 4 giờ, vì sợ các biến chứng khi Tamar chuyển dạ. Sau khi tham khảo ý kiến của hai bác sĩ thú y ở nước ngoài và một bác sĩ phụ khoa ở Israel, bác sĩ thú y trưởng của sở thú đã tiêm cho voi cái calci, xoa bóp cơ thể nó và buộc chặt chân Tamar để tăng tốc độ sinh cho nó. Hai giờ sau, voi Gabi được sinh ra.
Gabi khi sinh nặng 198 pound (90 kg), sinh ra lúc 6 giờ 10 sáng thứ bảy ngày 10 tháng 12 năm 2015.